# 富山県道263号福岡停車場線
富山県道263号福岡停車場線（とやまけんどう263ごう ふくおかていしゃじょうせん）とは、富山県高岡市内を通る一般県道（富山県道）である。

## 概要
- 始点：富山県高岡市福岡町下蓑中島352[1]（＝あいの風とやま鉄道福岡駅前）
- 終点：富山県高岡市福岡町下蓑梨木2389の3[1]（＝末広町交差点・国道8号交点）

## 歴史
- 1960年（昭和35年）4月23日：路線認定[1]。

## 接続道路
- 国道8号（高岡市福岡町下蓑・末広町交差点：終点）

## 周辺
- あいの風とやま鉄道線 福岡駅
  - 高岡市福岡観光物産館
- いなほ化工 富山工場
- いなば農業協同組合 福岡支店
- 福岡中央公民館分室
  - 国土交通省 富山河川国道事務所 能越国道出張所
- 福岡ショッピングプラザタピス